# Fevzi Baron
Fevzi Baron oder Baron Fevzi (* 1893 in Istanbul; † unbekannt) war ein türkischer Fußballspieler, -schiedsrichter und -funktionär. Er spielte für die drei Vereine Fenerbahçe Istanbul, Altınordu İdman Yurdu und Beşiktaş Istanbul und war von Ersterem ein Eigengewächs. Aufgrund seiner eleganten Spielweise und seines gepflegten Äußeren wurde er zu Spielerzeiten Baron Fevzi (dt. Fevzi, der Baron) genannt. Seinen Spitznamen nahm er 1934 mit dem türkischen Familiennamensgesetz als Nachnamen an.

## Spielerkarriere

### Verein
Fevzi begann mit dem Vereinsfußball in der Jugendmannschaft von Fenerbahçe Istanbul und spielte hier mit späteren Koryphäen wie Alaattin Baydar, Hasan Kâmil Sporel und Bekir Refet zusammen. Nach dem Eintritt des Osmanischen Reiches in den Ersten Weltkrieg am 2. August 1914 wurden nach und nach alle Fußballspieler der ersten Mannschaft Fenerbahçes und auch der anderen Teams aus Istanbul zum Kriegsdienst eingezogen. So rückten nach und nach immer jüngere Spieler in die erste Mannschaft auf. Unter diesen Spielern befand sich auch der junge Fevzi, der zur Saison 1917/18 in den Kader aufgenommen wurde. Mit Fenerbahçe spielte er in der İstanbul Cuma Ligi (dt. Istanbuler Freitagsliga), der damals renommiertesten Liga des Landes. Als einzige Liga setzte sie ihren Spielbetrieb zwischen den Jahren 1915 und 1918 fort. Mit seiner Mannschaft wurde Baron in der Cuma-Liga-Spielzeit 1917/18 hinter dem Verein Altınordu İdman Yurdu Vizemeister der Liga. Dieser Verein wurde 1909 im Istanbuler Stadtteil Kadıköy, dem Heimatbezirk Fenerbahçes, seitens früherer Mitglieder von Galatasaray Istanbul, gegründet und etablierte sich in kürzester Zeit als großer Rivale Fenerbahçes.
Da das Osmanische Reich zu den Verlierermächten gehörte, wurde mit dem Ende des Ersten Weltkrieges dessen Hauptstadt Istanbul von Truppen der Briten, Franzosen und Italiener besetzt. Infolge der Kriegssituation und der anschließenden Besetzung Istanbuls wurde die Cuma Ligi nach dem Sommer 1918 nicht mehr fortgeführt. Die englischen Gruppen organisierten eigene Vereine und auch eine Liga. Durch diese Besatzung schränkten nahezu alle einheimischen Vereine, darunter auch Fenerbahçe, für etwa zwei Jahre ihre Tätigkeiten ein. Baron spielte für Fenerbahçe lediglich bis Anfang der 1920er Jahre und wechselte anschließend zum Bezirksrivalen Altınordu İY. Der genaue Wechsel Barons zu diesen Verein ist nicht näher dokumentiert nur der Umstand, dass er spätestens 1923 für diesen Verein zu spielen begann.
Nachdem er eine unbestimmte Zeit für Altınordu İY gespielt hatte, wechselte er zum Ligarivalen Beşiktaş Istanbul. Hier spielte er dann eine unbestimmte Zeit lang.

### Nationalmannschaft
Baron kam im ersten Spiel der Türkischen Nationalmannschaft zu seinem ersten Länderspieleinsatz. In der Partie gegen die Rumänische Nationalmannschaft befand er sich in der Startelf und spielte über die volle Spielzeit. Nach diesem Länderspieldebüt wurde er nicht mehr für die Nationalmannschaft nominiert.